# Bedevilled (2010)
Bedevilled (en coreà: 김복남 살인사건의 전말; transcrit del coreà: Kim Bok-nam salinsageonui jeonmal o Kimboknam Salinsa-eui Jeonmal) és una pel·lícula de Corea del Sud dirigida per Jang Cheol-soo i estrenada l'any 2010, considerada el debut del director. És considerada una pel·lícula de violació i venjança i un thriller sobre venjança i esclavitud que tracta els temes de la violència domèstica, la solidaritat, la consciència, la comunicació, i la culpa social. Combina la violència extrema amb l'estètica poètica. Critica "les polítiques de sexe dels cinemes transnacionals com els gèneres slasher i violació i venjança, i els gèneres cinematogràfics i literaris coreans que també serveixen com a intertextos importants".

## Argument
La protagonista Hae-won és testimoni d'un crim violent i per a intentar millorar-se de l'impacte emocional agafa uns vacances viatjant a l'illa on va créixer. Allí descobreix que la seua amiga Bok-nam es troba malament: és abusada i forçada entre tots els habitants de l'illa. Hae-won intenta ajudar-la inútilment. Aleshores Hae-won actua d'altra manera.

## Repartiment
- Hae-wŏn: protagonista urbanita.
- Pong-nam: amiga de la infància de la protagonista. Abusada per tots els habitants adults de Mu-do.
- Man-jong: Marit de Pong-nam.
- Ch’ŏl-chong: Germà de Man-jong.
- Yŏn-hŭi: filla de Pong-nam.[10]
- Mi-ran: prostituta.[11]

## Reconeixement i reacció
Variety i The Hollywood Reporter la criticaren negativament. La pel·lícula guanyà el 2010 a l'Austin Fantastic Fest el Premi de l'Audiència, Seo Yeong-hee fou nomenada “Millor Actriu” a l'Austin's 2010 Fantastic Fest, la pel·lícula guanyà el Gran Premi com a Millor Pel·lícula el 2011 al Gérardmer Film Festival i Yeong-hie Seo guanyà el premi a la “Millor Actriu” al Fantasporto International Fantasy Film Award l'any 2011. Un crític de Bloody Disgusting la qualificà de 5 sobre 5. Al diari La opinión de Málaga, el crític Víctor A. Gómez la qualifica de molt dura i afirma que és una "faula sobre la consciència, la comunicació i la solidaritat".
Fou un èxit fugaç a Corea del Sud arribant a guanyar més diners que el pressupost de la pel·lícula.

## Anàlisi
Presenta la violència de gènere com a fenomen que afecta a les dones de tota edat i classe socio-econòmica, i que a més les dones en són perpetuadores al exercir-la per afiliació a la violència de gènere exercida per hòmens.
El contrast entre ciutat i poble (o ambient urbanita i ambient rural) és evitat en relació al tòpic de que el poble és un lloc que cura del patiment causat per l'estil de vida a la ciutat. Al mostrar als habitants rurals com a anti-socials malgrat seguir un tòpic també està trencant un tòpic que estava de moda a unes pel·lícules sud-coreanes recents anteriors.